# 961 Gunnie
961 Gunnie је астероид главног астероидног појаса. Приближан пречник астероида је 37,82 , 
а средња удаљеност астероида од Сунца износи 2,692 астрономских јединица (АЈ). 
Инклинација (нагиб) орбите у односу на раван еклиптике је 10,987 степени, а орбитални период износи 1613,730 дана (4,418 године). Ексцентрицитет орбите астероида износи 0,093. 
Апсолутна магнитуда астероида износи 11,30 а геометријски албедо 0,037.
Астероид је откривен 10. октобра 1921. године.